# Confraternite della diocesi di Oppido Mamertina-Palmi
Le Confraternite della diocesi di Oppido Mamertina-Palmi, o più comunemente chiamate congreghe, sono organizzazioni cattoliche che accompagnano da secoli la vita religiosa e sociale della città della Piana di Gioia Tauro, con il compito di provvedere alla sepoltura dei confratelli defunti ed alla celebrazione di molteplici festività religiose locali dedicate alla Madonna e ad alcuni santi, tramite l'organizzazione diretta degli eventi.
Generalmente, a seguito di un decreto delle autorità ecclesiastiche o di decreti regi, venivano costituite canonicamente in una determinata chiesa. Le particolarità che contraddistinguono le varie congreghe sono un proprio statuto, un titolo, un nome ed una foggia
particolare di abiti.

## Elenco delle Confraternite della diocesi
| Vicariato           | Comune              | Confraternita                                                               | Sede                                              |
| ------------------- | ------------------- | --------------------------------------------------------------------------- | ------------------------------------------------- |
| Gioia Tauro-Rosarno | Rizziconi           | Arciconfraternita del Santissimo Rosario                                    | Chiesa di Maria Santissima del Rosario            |
| Gioia Tauro-Rosarno | Rosarno             | Confraternita di Maria Santissima Addolorata                                | Chiesa di Maria Santissima Addolorata             |
| Gioia Tauro-Rosarno | San Ferdinando      | Confraternita di Maria Santissima Immacolata                                | Chiesa della Madonna Immacolata                   |
| Palmi               | Melicuccà           | Arciconfraternita di Maria Santissima Assunta                               | Chiesa del Rito                                   |
| Palmi               | Melicuccà           | Confraternita di Maria Santissima del Rosario                               | Chiesa di Maria Santissima del Rosario            |
| Palmi               | Palmi               | Arciconfraternita del Santissimo Rosario di Pompei e della Sacra Lettera    | Oratorio del Santissimo Rosario                   |
| Palmi               | Palmi               | Nobile congrega di Maria Santissima del Carmelo                             | Santuario di Maria Santissima del Carmelo         |
| Palmi               | Palmi               | Venerabile congrega di Maria Santissima Immacolata e del glorioso San Rocco | Chiesa di Maria Santissima Immacolata e San Rocco |
| Palmi               | Palmi               | Congrega del Santissimo Sacramento e di Maria Santissima del Soccorso       | Chiesa di Maria Santissima del Soccorso           |
| Palmi               | Seminara            | Confraternita di san Marco                                                  | Chiesa di San Marco                               |
| Palmi               | Seminara            | Confraternita di san Rocco                                                  | Basilica minore di Maria Santissima dei Poveri    |
| Polistena           | Cinquefrondi        | Arciconfraternità di Nostra Signora del Monte Carmelo                       | Chiesa di Maria Santissima del Carmine            |
| Polistena           | Cinquefrondi        | Confraternita del Santissimo Rosario                                        | Chiesa di Maria Santissima del Rosario            |
| Polistena           | Polistena           | Arciconfraternità della Santissima Trinità                                  | Santuario di Maria Santissima dell'Itria          |
| Polistena           | Polistena           | Confraternita dell'Immacolata Concezione                                    | Chiesa dell'Immacolata Concezione                 |
| Polistena           | Polistena           | Confraternita del Santissimo Rosario                                        | Chiesa di Maria Santissima del Rosario            |
| Polistena           | Polistena           | Confraternita del Santissimo Sacramento                                     | Chiesa di Santa Marina                            |
| Polistena           | San Giorgio Morgeto | Confraternita del Santissimo Rosario                                        | Chiesa di Maria Santissima Assunta                |

## Confraternite di Palmi

### Arciconfraternita del Santissimo Rosario di Pompei e della Sacra Lettera

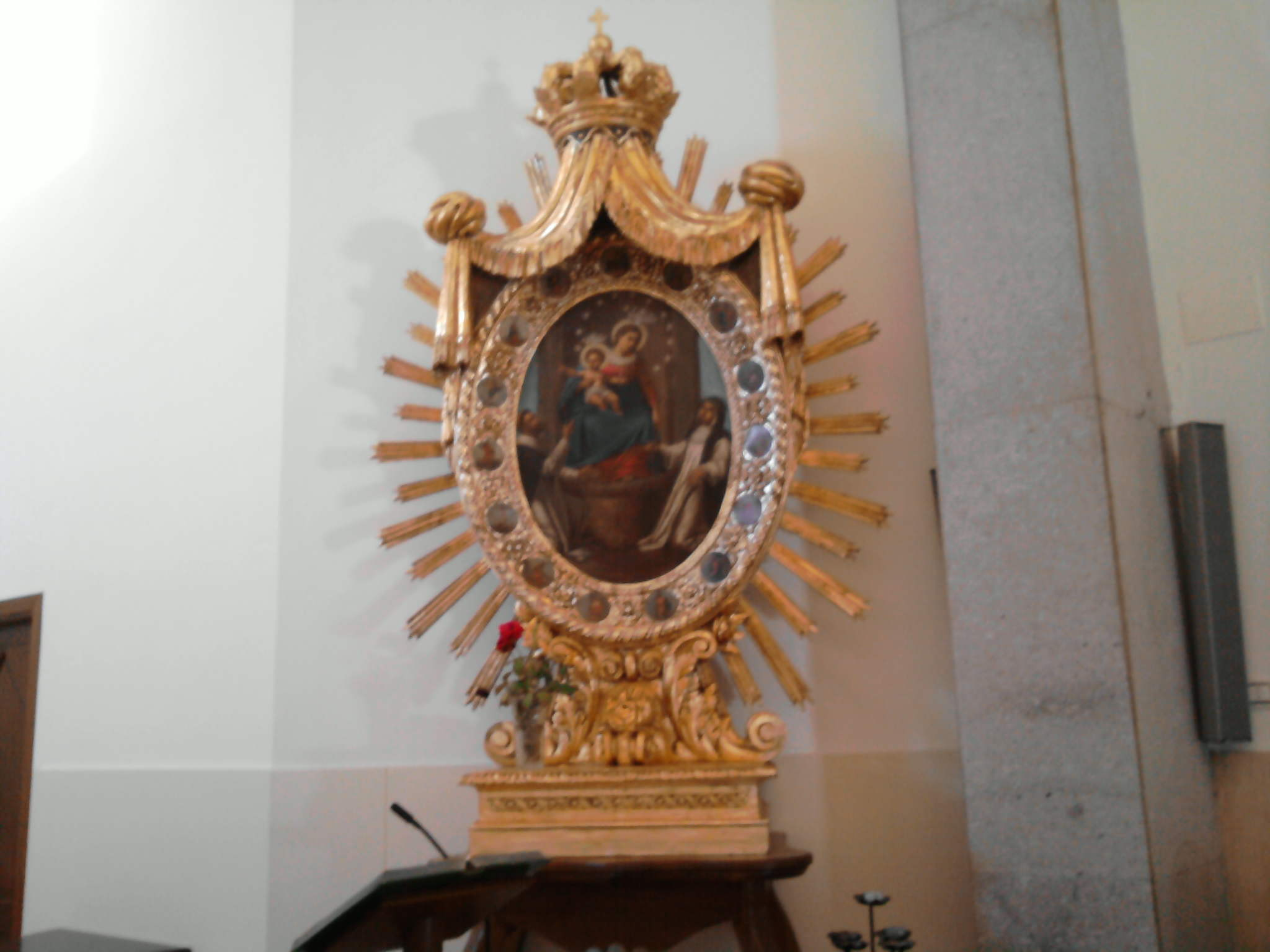
Immagine della Madonna del Rosario venerata nella chiesa sede dell'arciconfraternita.

L'Arciconfraternita del Santissimo Rosario di Pompei e della Sacra Lettera è la congrega più antica cittadina, tra quelle ancora in attività, ed ha sede presso l'oratorio del Santissimo Rosario. Storicamente la congrega del Rosario accoglie persone di ogni ceto sociale e di ogni attività lavorativa.
Venne istituita come Congrega di Maria Santissima del Rosario di Pompei di Palmi nella chiesa del Santissimo Salvatore, il 9 settembre 1580 (data di approvazione e conferma del Vaticano) ed era detta "del Salterio o della Corona". Di tale approvazione vi era conferma in una pregevole pergamena, di proprietà della congrega stessa, nella quale veniva ricordata la battaglia di Lepanto. La confraternita venne approvata dal vescovo della diocesi di Mileto, Giovan Mario De Alessandris e, nel 1632, dal suo successore monsignor Maurizio Centini.
Il 30 settembre 1766, la congrega ebbe il regio assenso da parte del re Ferdinando IV, ed era costituita nella chiesa del Rosario con nuovi «Capituli seu regole».
Nella metà del XIX secolo vi sono manoscritti attestanti che, fra l'elenco delle festività religiose celebrate a Palmi, vi era il culto in onore di Santa Maria del Rosario, con festa cittadina, la prima domenica di ottobre nell'«omonima chiesa parrocchiale».
Nel 1935 vi fu il decreto reale ed il 26 maggio 2001 venne emesso il decreto vescovile che abrogava gli statuti di tutte le confraternite e promulgava uno statuto unico per tutte le congreghe della diocesi di Oppido Mamertina-Palmi.

### Congrega del Santissimo Sacramento e di Maria Santissima del Soccorso

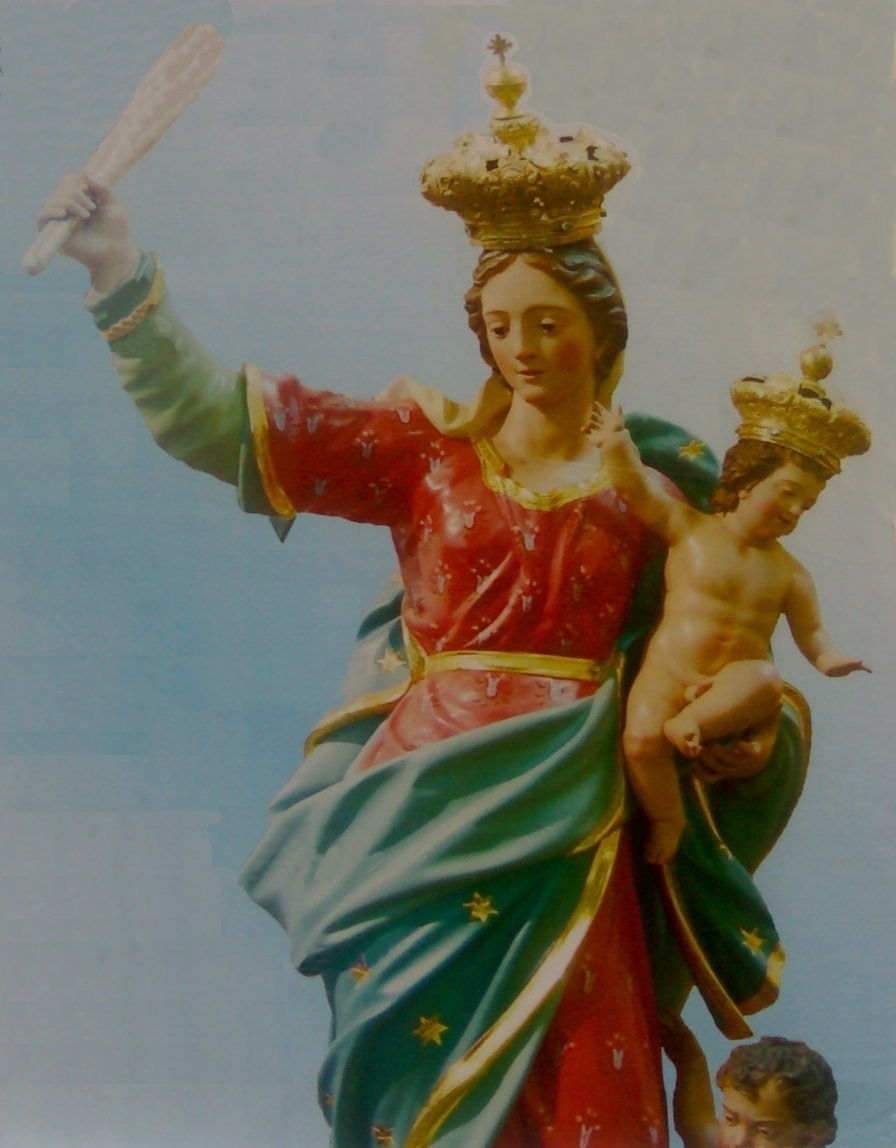
Immagine della Madonna del Soccorso

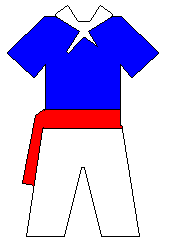
La divisa usata dai congregati in processione

La Congrega del Santissimo Sacramento e di Maria Santissima del Soccorso ha sede presso la chiesa parrocchiale di Maria Santissima del Soccorso. La confraternita storicamente abbracciava la popolazione cittadina dedita alla marineria.
La congrega del Soccorso di Palmi venne eretta dentro l'omonima chiesa presumibilmente nel XVI secolo. Difatti, nel 1586, la congrega è citata nella visita ex limina del vescovo della diocesi di Mileto mons. Marcantonio Del Tufo. Il vescovo descrisse che gli associati alla confraternita indossavano il sacco «in processione generale» e negli accompagnamenti dei confratelli defunti.
In atti del 1767 è citato come procuratore don Vincenzo Carrozza. Il regio assenso alla confraternita venne dato dal re di Napoli Ferdinando IV, il 24 novembre 1777.
Nel 1935 vi fu il decreto reale ed il 26 maggio 2001 venne emesso il decreto vescovile che abrogava gli statuti di tutte le confraternite e promulgava uno statuto unico per tutte le congreghe della diocesi di Oppido Mamertina-Palmi.
La confraternita da secoli porta avanti il culto verso la Madonna del Soccorso, organizzando e celebrando ogni prima domenica di agosto l'omonima festa. Inoltre, in collaborazione con la parrocchia del Soccorso, la congrega organizza anche la festa del Santissimo Crocifisso, ogni 3 maggio, presso la chiesa del Crocifisso.
I congregati hanno l'antico privilegio del trasporto in processione per le vie cittadine, oltre al fercolo della Madonna del Soccorso, anche del reliquiario del Sacro Capello, nelle manifestazioni legate alla Varia di Palmi, evento catalogato dal 2013 nell'elenco dei patrimoni orali ed immateriali dell'umanità.

### Nobile Congrega di Maria Santissima del Carmelo

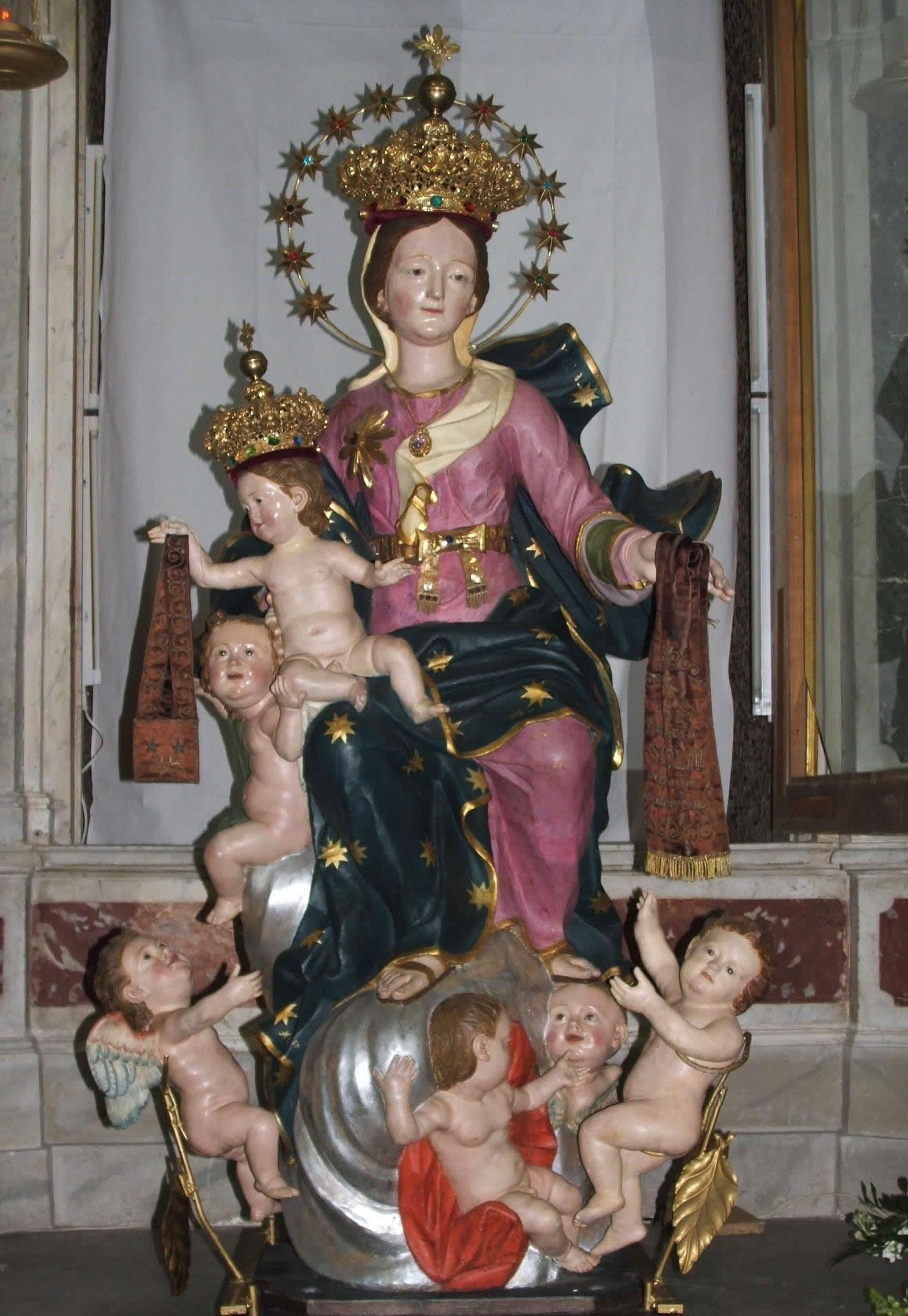
Immagine della Madonna del Carmelo

La Nobile Congrega di Maria Santissima del Carmelo ha sede presso l'omonimo santuario cittadino. La confraternita storicamente annoverava tra i suoi iscritti i nobili, i mercadanti ed i mastri della città.
La congrega venne istituita nel 1689 quando una colonia di 35 messinesi, con le rispettive famiglie, si trasferì nella città calabrese. A capo vi era il nobile Tommaso Salvatore e la congrega si insediò nella chiesetta del Carmine, che era stata abbandonata dai Padri Carmelitani il 21 aprile 1652, quando il convento fu soppresso a seguito della riforma papale di Papa Innocenzo X.
Nel 1737 la congrega fu «messa nuovamente in piedi» dal reverendo sacerdote don Antonio Attanà ed ebbe il regio assenso, da parte del re Ferdinando IV, il 2 giugno 1777.
Nel 1894 la confraternita, con i suoi iscritti, ebbe parte attiva negli eventi cittadini legati al terremoto del 16 novembre ed al miracolo compiuto dalla statua della Vergine del Carmelo.
Nel 1935 vi fu il decreto reale ed il 26 maggio 2001 venne emesso il decreto vescovile che abrogava gli statuti di tutte le confraternite e promulgava uno statuto unico per tutte le congreghe della diocesi di Oppido Mamertina-Palmi.
La confraternita, con l'aiuto dei Padri Carmelitani, promuove e divulga la devozione ed il culto della Madonna del Carmine, organizzando dal 1689 la festa del 16 luglio dedicata a Maria Santissima del Carmelo, e dal 1894 l'anniversario del miracolo mariano, ogni 16 novembre.

### Venerabile Congrega di Maria Santissima Immacolata e del glorioso San Rocco

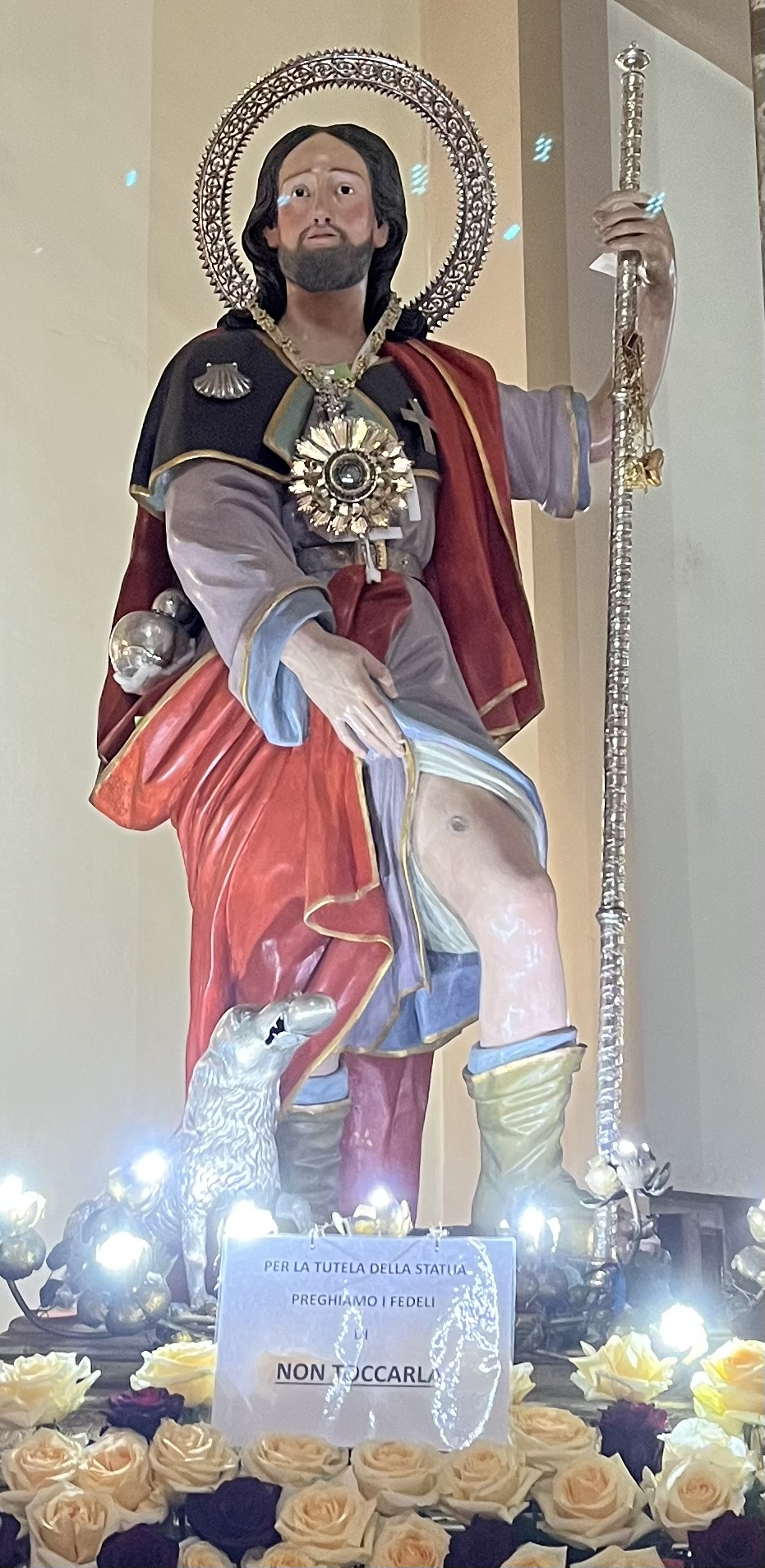
La venerata statua di san Rocco

La Venerabile Congrega di Maria Santissima Immacolata e del glorioso San Rocco ha sede presso l'omonima chiesa. Storicamente la congrega accoglie persone di ogni ceto sociale e di ogni attività lavorativa.
Già dalla fine del XVI secolo, a Palmi, il vescovo della diocesi di Mileto Marco Antonio Del Tufo rilevò, nella sua visita ex limina, che vi fosse una confraternita di san Rocco stabilita nell'omonima chiesa.
Alcune fonti storiche ipotizzano che una distinta Congrega dell'Immacolata vi era già nel 1640, poiché il 5 agosto di quell'anno una congrega con il titolo di Stellario della Beata Vergine Maria, godette di indulgenze papali.
L'unione dei due culti è con ogni probabilità dovuta al fatto che la statua dell'Immacolata, venerata nella vetusta chiesa di Santa Maria dell'Uccellatore, venne trasferita dopo il 1740 nella costruzione posta accanto alla chiesa di san Rocco che era appunto un oratorio dedicato all'Immacolata Concezione di Maria. Va detto però che da atti notarili, nel 1761 e 1768, risultava già nella chiesa di san Rocco una distinta "venerabile Congregazione della consorelle sotto il titulo dell'Immacolata Concezione".
Notizie certe sulla fondazione della Congrega della Immacolata Concezione di Maria e del Glorioso san Rocco con il nome attuale, si hanno dai capitoli approvati dal regio assenso, datato 18 novembre 1777, da parte del re Ferdinando IV.
Nel 1935 vi fu il decreto reale ed il 26 maggio 2001 venne emesso il decreto vescovile che abrogava gli statuti di tutte le confraternite e promulgava uno statuto unico per tutte le congreghe della diocesi di Oppido Mamertina-Palmi.
La confraternita organizza annualmente la festa di san Rocco, il 16 agosto, e la festa di Maria Santissima Immacolata, l'8 dicembre. I congregati hanno anche il privilegio del trasporto a spalla in processione, per le via cittadine, dei fercoli dei due santi.

### Confraternite scomparse di Palmi
Nei secoli passati a Palmi vi erano ulteriori confraternite o congreghe religiose, scomparse poi nel corso del tempo. Tra queste si segnalano:
- La Congrega del Purgatorio o del Sacro Monte delle cinquanta Messe, fondata nel 1664 nella chiesa parrocchiale di San Nicola.[11] Va segnalato che potrebbe riferirsi a tale congrega Enzo Misefari, quando riferisce dell'esistenza a Palmi di una congrega del "Nome di Maria Santissima e Sua Purità";[12]
- La Congrega di San Nicola, evidenziata dal vescovo della diocesi di Mileto Marco Antonio Del Tufo, nella sua visita ad limina del 24 ottobre 1586;[13]
- La Congrega di Santa Maria De Caravellis;[14]
- La Congrega del Santissimo Crocifisso, rilevata in occasione della visita del 1707 del vescovo della diocesi di Mileto Domenicantonio Bernardini;
- La Congrega del Santissimo Salvatore, evidenziata dal vescovo della diocesi di Mileto Marco Antonio Del Tufo, nella sua visita ad limina del 25 ottobre 1586;[15]
- La Congrega del Santissimo Sacramento, evidenziata dal vescovo della diocesi di Mileto Marco Antonio Del Tufo, nella sua visita ad limina del 24 ottobre 1586.[16]